# Hoplotarache sordescens
Hoplotarache sordescens là một loài bướm đêm trong họ Noctuidae.